# Gymnophaps mada
La paloma montana de Buru, paloma montañés moluqueña o paloma montana moluqueña  (Gymnophaps mada) es una especie de ave columbiforme de la familia Columbidae.

## Distribución geográfica
Es endémica de las selvas montanas de Buru, en las Molucas septentrionales (Indonesia).

## Estado de conservación
Está amenazada por la pérdida de hábitat.